# Тюльпан Грейга
Тюльпа́н Гре́йга (лат. Túlipa gréigii) — вид цветковых растений рода Тюльпан семейства Лилейные (Liliaceae)

## История открытия
Описан Э. Л. Регелем с гор Каратау, первоначально в качестве разновидности алтайского тюльпана (Tulipa altaica var. karatavica, 1868) затем, в 1873 году — как самостоятельный вид. Назван в честь Самуила Алексеевича Грейга — президента Российского общества садоводов. Тип в Санкт-Петербурге.

## Ботаническое описание
Луковица удлиненно-яйцевидная, 2—4 см диаметром, с красновато-бурыми кожистыми чешуями. Стебель до 50 см высотой, цветонос пушистый.
Листья с темно-фиолетовыми пестринами, в числе 4, реже — 3 или 5.
Цветок изысканной бокаловидной или чашевидной формы, до 10—12 см высотой, наружные листочки околоцветника заострены в пушистый кончик. Окраска — чаще всего красная, иногда оранжевая, ярко-желтая, светло-кремовая. Дно у красных форм — черное или желтое, нередко у светлых форм на внутренней стороне листочков околоцветника — красные или малиновые пятна. Тычиночные нити и пыльники — желтые, черноватые или темно-бордовые.
Плод до 8 см длиной и 2,5 см шириной, число нормально развитых семян — до 313.
Размножение — семенное, очень редко вегетативное.

## Фенология
Цветет с начала апреля до начала июня, плодоносит в июне—июле.

## Экология
Подгорные равнины и шлейфы гор, глинистые, мелкоземистые, каменисто-щебнистые склоны, до 2400 м над уровнем моря.
В природных популяциях нередки спонтанные гибриды с Tulipa kaufmanniana и Tulipa albertii.

## Распространение в Казахстане
От северных пустынь в окрестностях Кызылорды по горам и шлейфам Тянь-Шаня до перевала Кордай (Жамбылская, Туркестанская и Кызылординская области).

## Культивирование
Впервые испытан в 1872 году в Петербурге.
В 1877 году удостоен диплома первоклассного сорта в Голландии. Первые 15 сортов были получены уже в 1889 году, к концу 60-х годов XX века известно 286 сортов.
Широко используется в селекции.
Выращивается в ботанических садах стран СНГ и Западной Европы (Голландия, Германия, Англия и др.) В Казахстане — в Лениногорске, Караганде и Алматы (с 1937 года).

## Сорта

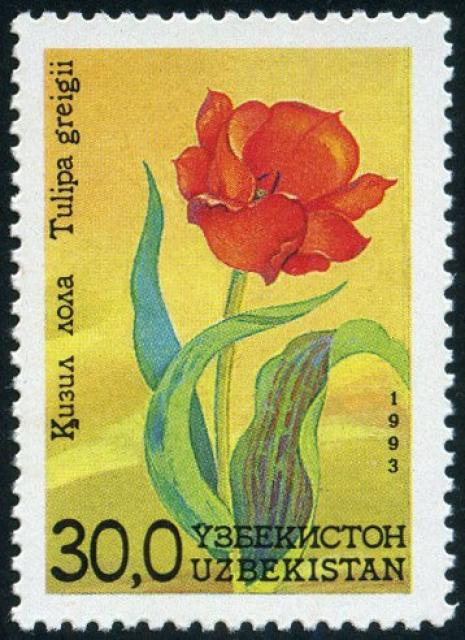
Почтовая марка Узбекистана 1993 года.

В международной классификации сорта этого вида объединены в отдельный класс «Тюльпаны Грейга». Известны природные формы до 70 см высотой, природные махровые и белоцветковые формы и природные гибриды с тюльпаном Кауфмана. Непременная особенность всех форм и гибридов, природных и культурных — узор из тёмно-красных продольных полос, штрихов и пятен на листьях. В культуре тюльпаны Грейга цветут рано, но позже тюльпана Кауфмана. К этому классу принадлежит тюльпан с самым крупным цветком — 'Orange Giant Sunset' (2008). При высоте стебля в 20—30 см высота цветка этого сорта составляет 20—25 см.
В 2013—2014 годах в голландских хозяйствах культивировалось 97 сортов этого класса, в совокупности занимавших около 1 % площади плантаций.

## Практическое значение

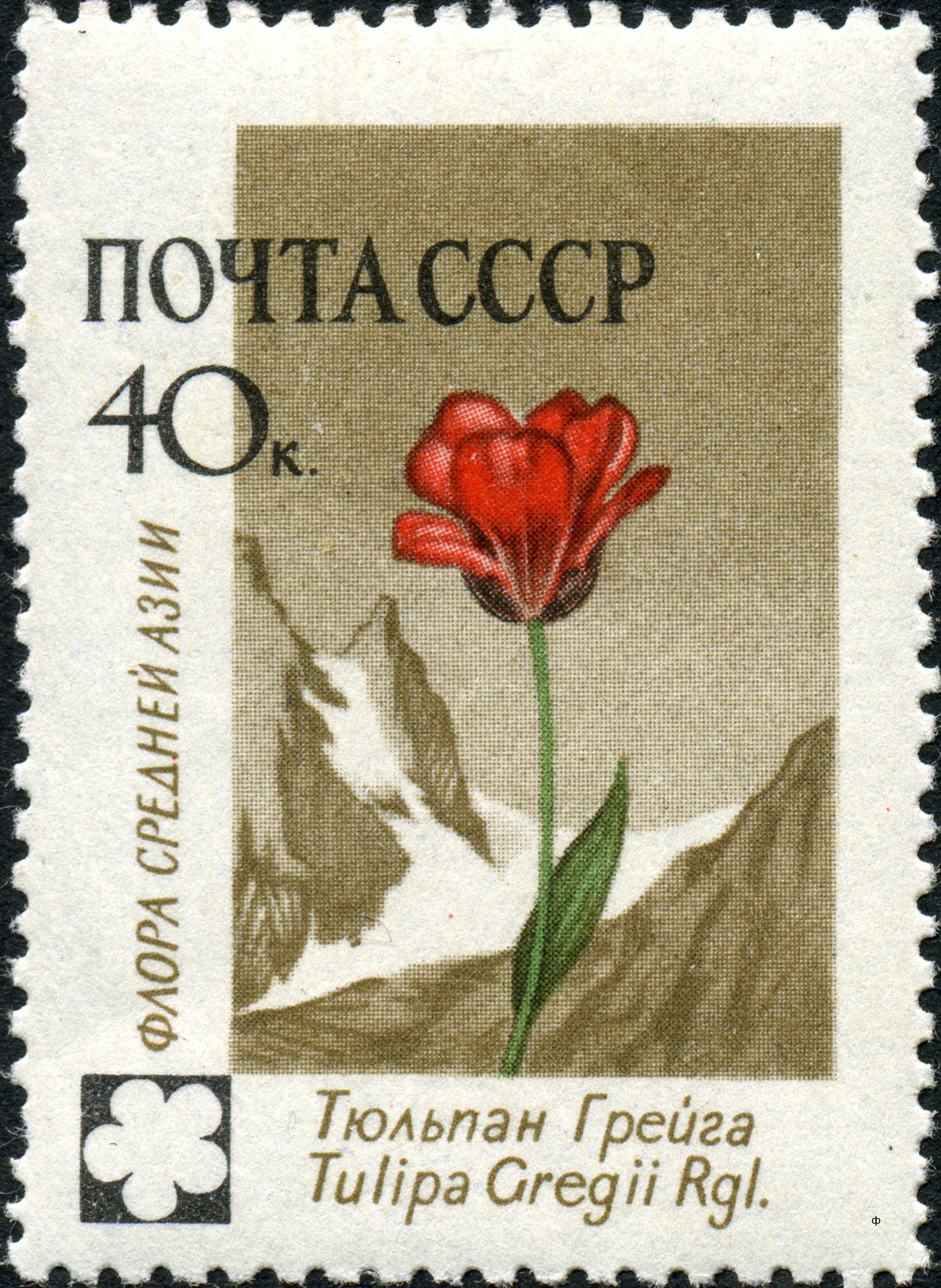
Марка СССР

Луковицы съедобны. В узбекской и казахской народной медицине применяются лепестки (при головной боли) и плоды (при легочных заболеваниях).

## Охранный статус
Занесён в Красную книгу Республики Казахстан. Охраняется в заповеднике Аксу-Джабаглы, ботаническом заказнике Беркара (Жамбылская область) и специализированном заказнике «Красная Горка» (Тюлькубасский район Туркестанской области).